# Eugène-Joseph Parent
Eugène-Joseph Parent, italianizzato in Eugenio Parent (Sallanches, circa 1790 – Les Marches, 15 gennaio 1858), è stato un politico francese.

## Biografia
Fu deputato del Regno di Sardegna nella IV legislatura, eletto nel collegio di Pont Beauvoisin.